# Алкотуризм
Алкотури́зм (також п'яний туризм) — різновид туризму, основною метою якого є відвідування певної географічної місцевості для дегустації або вживання алкогольних напоїв. Це можуть бути як подорожі до місць виробництва брендових та ексклюзивних напоїв, так і поїздки до країн з менш суворим алкогольним законодавством.

## Різновиди
Алкотуризм можна поділити на кілька напрямків залежно від виду алкогольного напою, що є метою подорожі.

### Горілчаний туризм
Цей вид туризму передбачає подорожі до країн, відомих своїми традиціями виробництва горілки або з більш ліберальним законодавством щодо її вживання. Яскравим прикладом є «фінський п'яний туризм»: ще з радянських часів громадяни Фінляндії, де діють суворі обмеження на продаж алкоголю, здійснювали поїздки до Ленінграда (нині Санкт-Петербург) з метою вживання алкогольних напоїв. Згодом географія таких поїздок розширилася на прикордонні райони Росії. Великим центром фінського алкотуризму також є Естонія.
Іншим прикладом є «іранський п'яний туризм», коли громадяни Ірану, де вживання алкоголю суворо заборонено, виїжджають до сусідніх країн (наприклад, Туреччини та Азербайджану) з менш суворими законами.
В Україні горілка також є популярним напоєм, однак, на відміну від унікальних регіональних напоїв, вона не має вираженої національної прив'язки і виробляється промисловим шляхом.

### Коньячний туризм
Різновид туризму, що передбачає відвідування центрів виробництва коньяку та бренді. Традиційними напрямками є регіони Франції, зокрема Коньяк. В Україні такими центрами є Закарпаття та Одеса, де туристам пропонують дегустації виробів з винних спиртів різної витримки.

### Пивний туризм
Вид туризму, метою якого є дегустація пивних напоїв, що виробляються в певних географічних місцевостях. Великої популярності набули поїздки на пивні фестивалі, найвідомішим з яких є Октоберфест у Німеччині. Цей вид туризму також поширений у регіонах, що славляться традиціями пивоваріння, таких як Чехія та Баварія.
В Україні пивний туризм пов'язаний переважно з крафтовими пивоварнями. Особливо популярним є Закарпаття, де діють такі заклади, як «Графська пивоварня» (Мукачево), «Унгвайзер» (Ужгород), «Ципа» (Кваси), «Кіблер» (Вишково) та «Патрік» (Міжгір'я).

### Винний туризм
Різновид туризму, що полягає у відвідуванні регіонів вирощування винограду та виробництва вин. В Україні традиційними виноробними регіонами є Закарпаття (Ужгород, Мукачево, Берегове, Виноградів) та причорноморські райони Південної України, зокрема Бессарабія. Тут проводяться спеціалізовані винні фестивалі та діє понад сотня приватних винних дегустаційних залів. Українські виноробні регіони відомі як білими (особливо на Закарпатті), так і червоними сортами вин (у Причорномор'ї).

### Туризм міцних домашніх напоїв
В Україні розвивається туризм, пов'язаний з дегустацією традиційних міцних напоїв домашнього виробництва. До них належать:
- Фруктові дистиляти (палинка): традиція, поширена в Центральній Європі, особливо в Угорщині. В Україні справжню палинку з монопродуктів (сливи, груші) можна скуштувати на Закарпатті, зокрема в районах Берегова, Мукачева та Виноградова[4].
- Настоянки та наливки: такі напої, як перцівка, хреновуха, калганівка, вишнівка та слив'янка, є частиною української гастрономічної культури. Найкращу хреновуху традиційно пропонують у північних областях (Київська, Житомирська, Рівненська), а калганівку — в центральній Україні (під Черкасами, Дніпром, Запоріжжям)[4].
- Медовуха: традиційний український напій, відомий ще з часів Київської Русі. Найкращі питні меди можна скуштувати в лісостепових регіонах, багатих на медоноси, таких як Чернігівщина, Полтавщина та Сумщина. Існує також міцний дистилят з меду, який є рідкісним продуктом[4].

## Алкотуризм і самодіяльний туризм
У середовищі самодіяльних туристів термін «алкотуризм» спочатку мав жартівливий відтінок і позначав участь у спортивних походах, зльотах та змаганнях переважно заради спілкування, вживання алкоголю та пісень біля вогнища, а не задля спортивних досягнень. З часом термін втратив жартівливу конотацію, оскільки коло таких туристів розширилося.